# S/2004 S 26
S/2004 S 26 — естественный спутник Сатурна. Его открытие было объявлено Скоттом Шеппардом, Дэвидом Джуиттом и Дженом Клина 7 октября 2019 года из наблюдений, проведённых в период с 12 декабря 2004 года по 21 марта 2007 года. Постоянное название ему было присвоено в августе 2021 года.
Диаметр S/2004 S 26 — около 4 км, большая полуось —  26 737 800 км, период обращения — 1624,2 земных суток, обращается вокруг Сатурна с прямым направлением под наклоном 171,3° к плоскости эклиптики, эксцентриситет орбиты — 0,148.